# Semampir (Pati)
Semampir is een bestuurslaag in het regentschap Pati van de provincie Midden-Java, Indonesië. Semampir telt 1434 inwoners (volkstelling 2010).